# Sublime

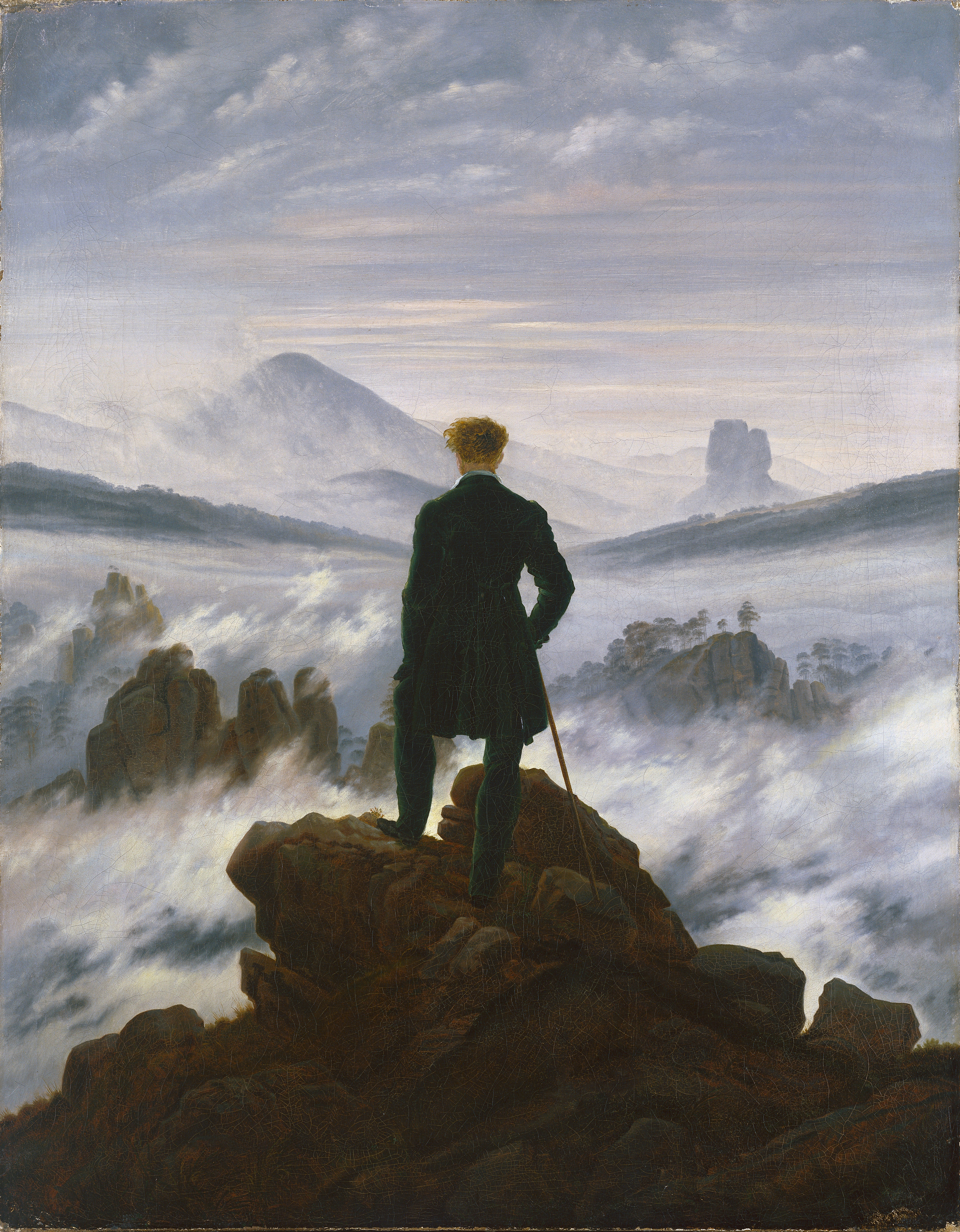
Caspar David Friedrich, Il viandante sul mare di nebbia, Hamburger Kunsthalle, 1817, Simbolo del Romanticismo

Il sublime (dal latino sublimis, oppure nella variante sublimus, composto da sub-, "sotto", e limen, "soglia"; quindi propriamente: "ciò che è al limite" oppure "che giunge fin sotto la soglia più alta") è una categoria estetica risalente all'antichità classica, successivamente ripresa dal Romanticismo.

## Antichità

### IlTrattato del Sublime
L'estetica del sublime fu elaborata per la prima volta da un autore anonimo greco, il cui Trattato del Sublime (I secolo d.C.) studia il fenomeno in relazione agli effetti che l'opera esercita sull'animo umano anziché occuparsi della sua intrinseca natura. Già in questo trattato si manifesta dunque l'aspetto peculiare di un'estetica che supera la concezione mentale del bello e la sua aspirazione a definire canoni oggettivi.
Grazie alla traduzione inglese (1652) di John Hall (1627–1656) e alla traduzione francese (1674) di Nicolas Boileau il trattato era ben conosciuto nel Seicento, ma è il Settecento il secolo in cui il concetto di Sublime venne posto tra le questioni fondamentali dell'estetica.

## Età moderna

### Burke
Tale ricerca sarà sviluppata in modo organico nel XVIII secolo, in chiave preromantica, da Edmund Burke, che nel 1757 pubblica il trattato A Philosophical Enquiry into the Origin of Our Ideas of the Sublime and Beautiful (Indagine sull'origine delle nostre idee di sublime e di bello), sostenendo per la prima volta il primato del sublime sul bello.
L'Enquiry sviluppa la nozione di sublime da un duplice punto di vista: anzitutto attraverso quella che potremmo chiamare una fenomenologia del sublime: la catalogazione, ricca di sfumature e suggestioni degli oggetti che suscitano il sentimento del sublime (parte II); in secondo luogo tramite una teoria esplicativa delle modalità psicofisiche che generano tale emozione (parte IV). Con questo secondo lato della propria indagine, Burke è pienamente inserito nel programma illuministico di elaborazione di una scienza della natura umana (secondo la nota espressione di Hume). Su entrambi i versanti dell'indagine il concetto di sublime è correlato e contrapposto a quello di bello.
Nell'idea di Burke è sublime "tutto ciò che può destare idee di dolore e di pericolo, ossia tutto ciò che è in un certo senso terribile o che riguarda oggetti terribili, o che agisce in modo analogo al terrore"; il sublime può anche essere definito come "l'orrendo che affascina" ("delightful horror"). La natura, nei suoi aspetti più terrificanti, come mari burrascosi, cime innevate o eruzioni vulcaniche, diventa dunque la fonte del sublime perché "produce la più forte emozione che l'animo sia capace di sentire", un'emozione però negativa, non prodotta dalla contemplazione del fatto in sé, ma dalla consapevolezza della distanza insuperabile che separa il soggetto dall'oggetto.
In opposizione, il bello, secondo Burke, origina da tutto ciò che nell’osservatore produce un effetto di profonda armonia, di matrice non classica, che affrontava il fenomeno in maniera più astratta, bensì da un punto di vista strettamente legato alla sfera della sensibilità fisica.
Descrivendo gli atteggiamenti fisici legati all’esperienza di tale effetto (quali una semi-chiusura degli occhi, un rilassamento dei muscoli, apertura della bocca in fare contemplatorio) ci fa intendere che come il sublime trovi nascita in cose terribili distanziate, mentre il bello derivi invece da cose piacevoli, arrivando a stimolare il soggetto anche in connessione alla sessualità.

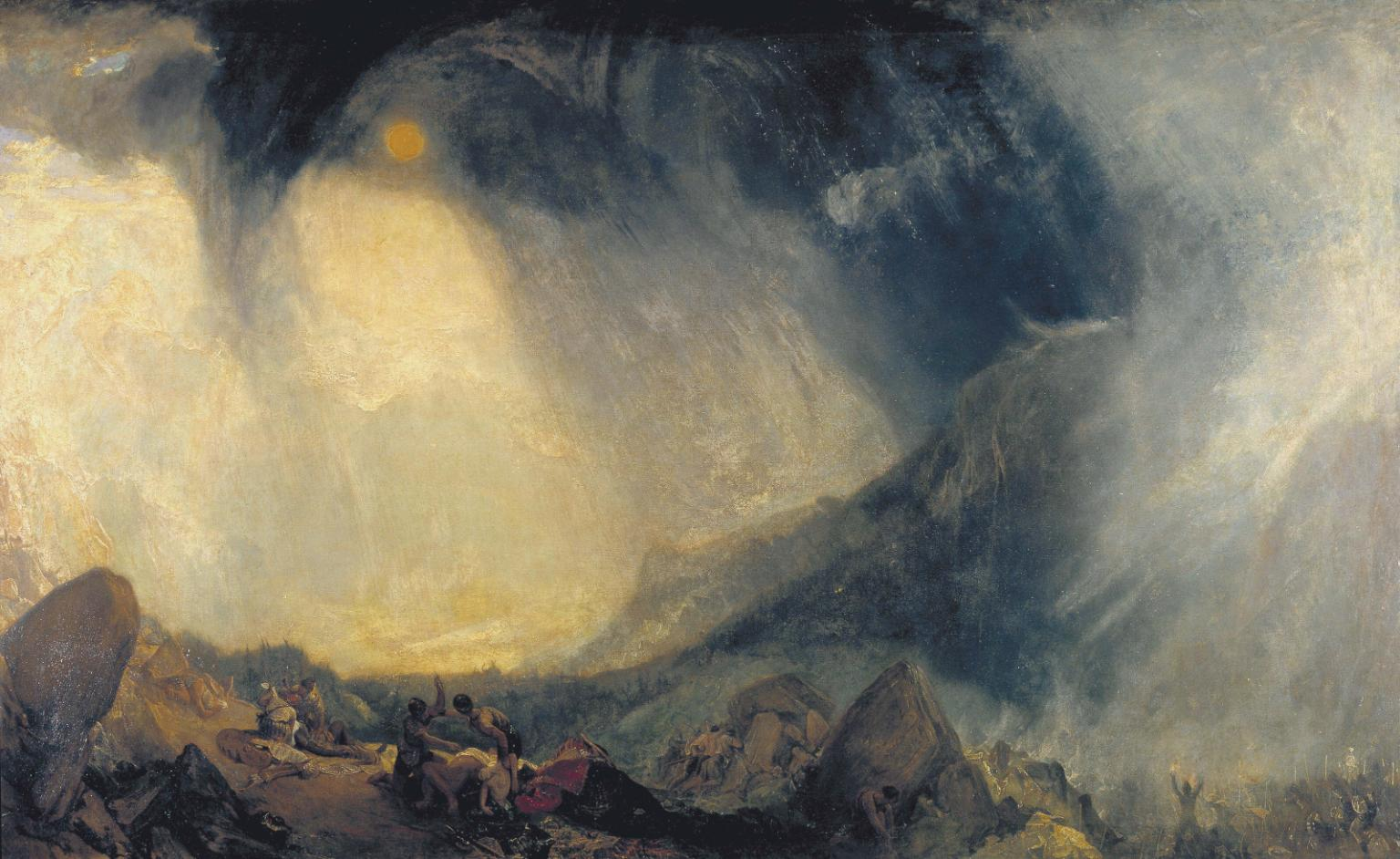
William Turner, Bufera di neve: Annibale e il suo esercito attraversano le Alpi, esposto nel 1812, Londra, Tate Gallery

Il sublime è legato al terrore, e il terrore è tanto più terribile se legato alla paura peggiore per l'uomo, ossia la morte. Questo sentimento di terrore però non deve essere vissuto in prima persona, in quanto non sarà più sublime ma paura vera e propria. Quindi è necessario che il fenomeno terribile sia lontano da noi, che siamo invece al sicuro.
Il sublime è dunque una forza distruttrice, mentre il bello è generatore, poiché legato ai rapporti umani, al rapporto sessuale. Inoltre mostra l'inferiorità dell'uomo, poiché può essere distrutto da una qualsiasi violenza naturale, ma allo stesso tempo mostra la sua superiorità, poiché grazie alla ragione riesce a comprendere e intendere ciò che lo sovrasta. Esso è, come dice Blaise Pascal, "una canna che pensa".

### Diderot
Diderot descrive una visione ambivalente della natura, il cui fascino è appunto un insieme di bello e sublime.
(Denis Diderot, Salon, 1767)

### Kant
Qualche decennio più tardi, nel 1790, Immanuel Kant, muovendo da una contrapposizione tra estetica del bello ed estetica del sublime, torna su quest'ultimo concetto nella Critica del Giudizio, ampliandolo e distinguendo tra sublime dinamico (espressione della potenza annientatrice della natura, di fronte alla quale l'uomo prende coscienza del limite) e sublime matematico (che nasce dalla contemplazione della natura immobile e fuori dal tempo).
Di fronte alla magnificenza della natura l'uomo prova dapprima un senso di smarrimento e di frustrazione, ma riconosce poi grazie all'esperienza del sublime la propria superiorità: in quanto unico essere del creato capace di un agire morale, egli è collocato al di sopra della natura stessa e della sua grandiosità. Al primo tipo appartengono fenomeni spaventosi quali gli uragani o le grandi cascate, al secondo tipo gli spazi a perdita d'occhio del deserto, dell'oceano e del cielo. La contemplazione di tale spettacolo - nell'idea kantiana - induce la mente a prendere coscienza del proprio limite razionale e a riconoscere la possibilità di una dimensione sovrasensibile, da esperire sul piano puramente emotivo.
È in questo senso che il concetto di sublime ebbe un impatto decisivo sull'estetica romantica, che tuttavia tese per lo più a privilegiarne l'aspetto dinamico, spesso in chiave drammatica.
Questa teoria verrà poi ripresa da Friedrich Schiller nel trattato Del sublime. Per il poeta tedesco esistono due "geni" che la natura ci ha dato come compagni della nostra vita. Il sentimento del bello e socievole e benevolo e con il suo lieto agire sembra abbreviare il nostro viaggio, ma è legato ai sensi ed è valido solo tra uomini. Il sentimento del sublime invece è grave e taciturno e ci porta al di là dell'abisso vertiginoso ed è sintesi tra un senso di pena che si manifesta come brivido e un senso di letizia.  Anche Schiller e i romantici si ispirano al concetto kantiano, il primo individuando anche una funzione educativa del sublime, i secondi attribuendo il significato della massima coscienza cosmica.

### Schopenhauer

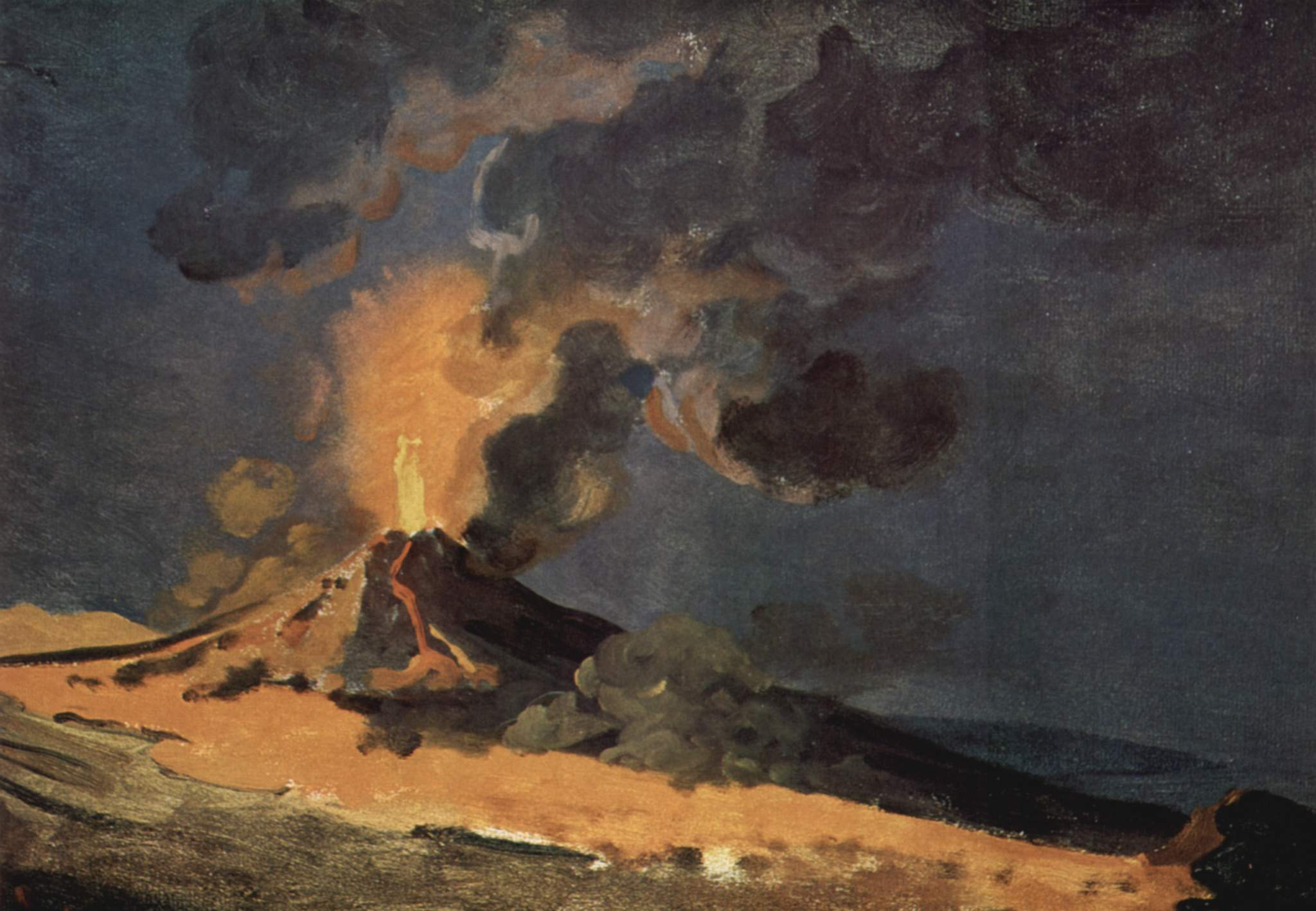
Joseph Wright of Derby, Il Vesuvio in eruzione, 1774, Derby, Museum and Art Gallery

Allo scopo di chiarire il sentimento del sublime, Schopenhauer, nel primo volume de Il mondo come volontà e rappresentazione elenca esempi di passaggio dal bello al più elevato sublime.
(Arthur Schopenhauer)
Per il filosofo, il sentimento del bello è semplicemente il piacere provato guardando un oggetto piacevole. Il sentimento del sublime, invece, è il piacere che si prova osservando la potenza o la vastità di un oggetto che potrebbe distruggere chi lo osserva. Nell'esperienza del sublime il soggetto, del tutto assorto in quella contemplazione che gli appare così ostile, riesce a superare la relazione funesta con l'oggetto per contemplarne unicamente l'idea.
(Arthur Schopenhauer)

## Il sublime nell'arte
Tra i molti artisti che, a cavallo tra il Settecento e l'Ottocento, hanno interpretato più o meno consapevolmente l'estetica del sublime, merita una menzione particolare il pittore inglese William Turner, i cui uragani, le cui bufere di neve e le cui battaglie marine rappresentano l'incarnazione pittorica di questa idea. Suo complementare è il tedesco Caspar David Friedrich, con tele in cui l'uomo è raffigurato minuscolo di fronte alla grandezza della natura, mentre la sua controparte inglese è John Constable, con una differente interpretazione del sublime applicata al quotidiano.